# 小西孝実
小西 孝実（こにし たかみ、男性、1963年4月8日 - ）は日本の起業家・政治活動家。自由民主党所属。慶應義塾大学日本論語研究会幹事長。

## 来歴・人物
- 東京都大田区出身。当時東京三菱グループ（現三菱ＵＦＪ）属する、マルイト、ＪＬＡ、東京三菱キャッシュワン、アコム株式会社、グループ企業を経て　パソナ起業塾に入門。
- 2009年、起業家のための東京都中小企業振興公社認定のインキュベーションオフィス、株式会社イーシエンスを設立している。
- 2010年、参議院選挙では、同党の候補者であった三橋貴明をサポート。
- 2011年、慶應義塾大学では、自由民主党政務調査会調査役田村重信主催の日本論語研究会の幹事長を務める。
- 2011年、東日本大震災では、輸入車で被災地支援で管理を行い、被災地支援で19回東北地方に物資支援をしている。
- 2011年、輸入車の活動家と地域活性化を目的とするNPO法人絆ジャパンを設立し、専務理事を務める。
- 2013年、財団法人　尾崎行雄記念財団　咢堂塾　政治特別講座の講師に就任する。

## 業績
- 自由民主党では、政務調査会の活動として、党員活性化を支援している。
- SRSボクシングジム、坂本博之会長が運営する「こころの青空基金」にて孤児院を支援している。